# MacOSaiX
MacOSaiX er et program til Mac OS X, som kan generere mosaikker af eksisterende billedmateriale – se eksempel. Kildebilledet bliver analyseret for farver, farvemæthed og kurver, hvorefter billedmaterialet analyseres på samme måde og placeres mest optimalt i henhold til kildebilledet.
Det anbefales, at man har en relativt stor samling billeder – gerne omkring 5.000 eller derover. Programmet kan søge blandt billeder i iPhoto eller billeder fra en Googlesøgning.
Analysen tager op til 4 timer, alt efter computerens hastighed, og cirka samme tidsrum når billedet skal gemmes i enten 72, 150 eller 300 ppi.